# Archichlora devoluta
Archichlora devoluta är en fjärilsart som beskrevs av Walker 1861. Archichlora devoluta ingår i släktet Archichlora och familjen mätare. Inga underarter finns listade i Catalogue of Life.